# گرفم
گرفم، روستایی است از توابع بخش مرکزی شهرستان رشت در استان گیلان ایران است.

## جمعیت
این روستا در دهستان حومه قرار دارد و براساس سرشماری مرکز آمار ایران در سال ۱۳۸۵، جمعیت آن ۵۳۵ نفر (۱۵۲خانوار) بوده‌است.